# Hu Bingqing
Hu Bingqing (en chino simplificado: 胡冰卿), es un actriz china.

## Biografía
Se entrenó en el Instituto de Artes Visuales de Shanghái (en inglés: "Shanghai Institute of Visual Art").

## Carrera
Es miembro de la compañía "Tangren Media".
El 7 de julio del 2015 se unió al elenco principal de la primera temporada de la serie The Whirlwind Girl donde interpreta a la honesta, decidida y justa Qi Baicao, una joven que ama el taekwondo y está en la búsqueda de la gloria dentro de las artes marciales, hasta el final de la primera temporada el 26 de agosto del mismo año. Durante la segunda temporada el papel de Baicao fue interpretado por la actriz An Yuexi.
En el 2016 se unió al elenco recurrente de la serie The Imperial Doctress donde dio vida a Ru Xiang, una de las asistentes personales de la Emperatriz Qian (Li Chengyuan).
El 8 de febrero del 2018 se unió al elenco principal de la serie Beauties in the Closet donde interpretó a Huang Qingfeng, una miembro de la tribu zorro, quien junto a su hermana Hu Feiluan (Chen Yao) intentan detener la matanza de zorros a manos del actual Emperador (Vic Chou) de quien se enamora, hasta el final de la serie el 9 de marzo del mismo año.
El 21 de febrero del mismo año se unió al elenco principal de la serie The Legend of Dugu donde dio vida a Dugu Jialuo (Qieluo), la hija de menor de la familia Dugu, una mujer valiente pero gentil, virtuosa y erudita que no quiere nada más que la paz y que termina enamorándose del Emperador Yang Jian (Zhang Danfeng), hasta el final de la serie el 25 de abril del mismo año.
En julio del mismo año se unió al elenco principal de la serie Twenties Once Again donde interpretó a Meng Lijun de joven, quien está decidida a vivir por sí misma. La actriz Gua Ah-leh interpretó a Lijun de adulta.
El 20 de enero del 2020 se unió al elenco principal de la serie Forward Forever (también conocida como "Yan Shi Fan") donde dio vida a Aisin Gioro Yuchu, un miembro de la dinastía Qing, una mujer extraordinaria, atrevida y sensata, así como una experta en el arte de la literatura y el combate, hasta el final de la serie el 15 de marzo del mismo año.
Ese mismo año se unirá al elenco principal de la serie Unrequited Love donde interpretará a Luo Zhi.
También se unirá al elenco principal de la serie The Best of Times (最好的时代) donde dará vida a Lin Zhen.
Así como al elenco principal de la serie Insect Totem donde interpretará a Shi Miaomiao.

## Filmografía

### Series de televisión
| Año             | Título                               | Personaje                         | Notas        |
| --------------- | ------------------------------------ | --------------------------------- | ------------ |
| TBA             | Ancient Street                       | -                                 |              |
| 2020 - presente | Insect Totem                         | Shi Miaomiao                      |              |
| 2020 - presente | The Best of Times                    | Lin Zhen                          |              |
| 2020 - presente | Unrequited Love                      | Luo Zhi                           |              |
| 2020 - presente | Swing to Sky                         | Yu Xiaoyu                         |              |
| 2020 - presente | My Spicy Love                        | Xia Ruxing                        |              |
| 2020            | Forward Forever                      | Aisin Gioro Yuchu                 | 58 episodios |
| 2018            | Twenties Once Again                  | Meng Lijun                        | 26 episodios |
| 2018            | The Legend of Dugu                   | Dugu Jialuo / Emperatriz Wen Xian | 55 episodios |
| 2018            | Beauties in the Closet               | Huang Qingfeng                    | 34 episodios |
| 2017            | Midnight Diner                       | Xi Xi                             |              |
| 2016            | The Imperial Doctress                | Ru Xiang                          |              |
| 2015            | The Legend of Qin                    | Gao Yue                           | 54 episodios |
| 2015            | The Whirlwind Girl                   | Qi Baicao                         | 32 episodios |
| 2014            | V Love                               | Guo Jing                          |              |
| 2014            | Coco Soul                            | Zhang Shan                        | 3 episodios  |
| 2014            | Fire Fighter                         | Jiang Xiaomei                     |              |
| 2013            | The Golden Flower and Her Son-in-law | Enfermera                         |              |

### Películas
| Año  | Título                                                       | Personaje   | Notas   |
| ---- | ------------------------------------------------------------ | ----------- | ------- |
| 2012 | Beautiful (美)                                               | Hija        | (corto) |
| 2011 | What Do I Use to Save You, My Faith (拿什么拯救你，我的信仰) | Hu Jingyuan | (corto) |

### Programas de variedades
| Año        | Programa                           | Notas                  |
| ---------- | ---------------------------------- | ---------------------- |
| 2016, 2018 | Happy Camp (快乐大本营)            | 2 episodios - invitada |
| 2017       | The Birth of an Actor (演员的诞生) | (ep. #7) - invitada    |
| 2017       | 触不到的TA                         |                        |
| 2015       | 优酷星益动                         |                        |
| 2015       | Laugh Out Loud (我们都爱笑)        | 2 episodios - invitada |

### Eventos
| Año  | Título              | Notas |
| ---- | ------------------- | ----- |
| 2018 | CCTV-15: 唱响新时代 |       |

### Anuncios
| Año  | Título       | Notas |
| ---- | ------------ | ----- |
| 2020 | Estée Lauder |       |

### Revistas / sesiones fotográficas
| Año              | Título                     | Notas  |
| ---------------- | -------------------------- | ------ |
| 2020             | Our Street Style           |        |
| 2018             | NTsnap                     |        |
| 2018             | MODE + 时尚                |        |
| 2018             | ViVi 美眉                  |        |
| 2018             | Harper's Bazaar (时尚芭莎) |        |
| 2018             | 小资 CHIC                  |        |
| 2018             | 青年周刊                   |        |
| 2018             | 红秀 GRAZIA                |        |
| 2016, 2017, 2018 | 时尚 COSMO                 |        |
| 2016, 2018       | Instyle 优家画报           |        |
| 2017             | 悦己 SELF                  |        |
| 2017             | 茜茜姐妹 CeCi              |        |
| 2017             | OK！精彩                   |        |
| 2017             | Super ELLE                 | [ 14 ] |
| 2016             | 伊周 Femina                |        |
| 2016             | 瑞丽伊人风尚               |        |
| 2016             | 新娘 Brides                |        |
| 2016             | FB范儿2016                 |        |
| 2016             | Marie Claire 嘉人          |        |
| 2016             | 时尚北京                   |        |
| 2016             | 小说馆                     |        |
| 2016             | 电视朋友                   |        |
| 2016             | 意林·小淑女                |        |
| 2015             | (女友) 校园版              |        |
| 2015             | 电视剧                     |        |

## Discografía
| Año  | Canción                          | Álbum                           | Notas |
| ---- | -------------------------------- | ------------------------------- | ----- |
| 2018 | "Gazing Once Again (再一次凝望)" | OST de "Twenties Once Again"    |       |
| 2018 | "Liu An Hua Ming (柳暗花明)"     | OST de "Beauties in the Closet" |       |

## Premios y nominaciones
| Año  | Categoría                        | Premio             | Trabajo | Resultado |
| ---- | -------------------------------- | ------------------ | ------- | --------- |
| 2017 | Best Performance - Female Artist | Instyle Icon Award | -       | Ganó      |
| 2015 | Trend Newcomer                   | 2015 Star Show     | -       | Ganó      |